# Edmond Cloetens
Edmond Cloetens est un archer belge.

## Biographie
Edmond Cloetens est sacré triple champion olympique aux Jeux olympiques d'été de 1920 se déroulant à Anvers, terminant premier en tir à la perche aux grands oiseaux en individuel et par équipe ainsi qu'en tir à la perche par équipes aux petits oiseaux. Il se classe cinquième de l'épreuve individuelle de tir à la perche aux petits oiseaux.